# Japanisches Kulturinstitut

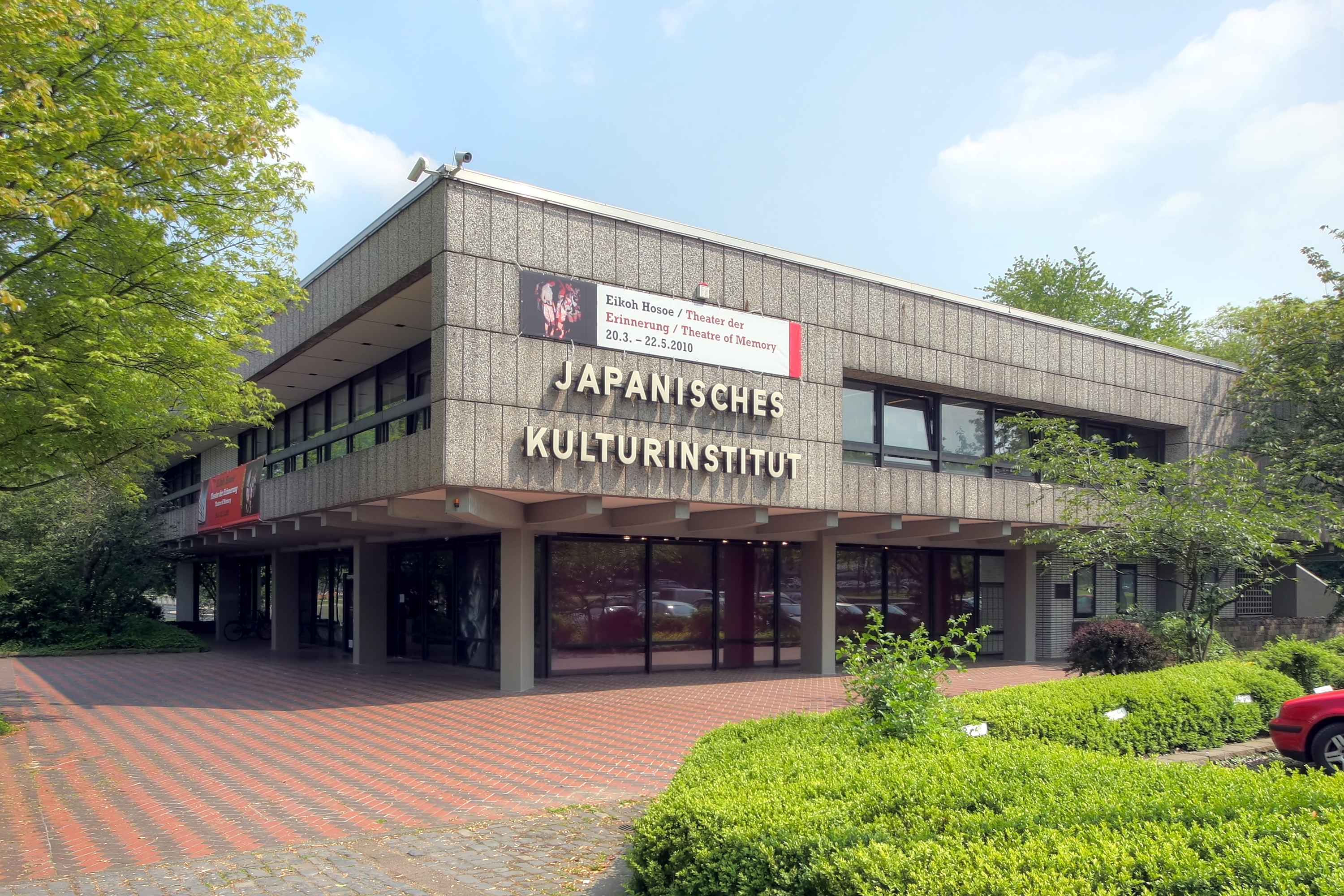
Japanisches Kulturinstitut Köln (2010)

Das Japanische Kulturinstitut in Köln (jap. ケルン日本文化会館, kerun nihon Bunka Kaikan) ist eines von drei japanischen Kulturinstituten in Europa. Es liegt an der Universitätsstraße und ist das jüngste der vier ausländischen Kulturinstitute in Köln.

## Bau und Geschichte
Das Bauwerk wurde nach Plänen des Architekten Yoshimi Ohashi aus Tokio, der traditionelle mit modernen Formen verbindet, von der japanischen Botschaft gebaut und im September 1969 eröffnet. 1972 wurde es der Japan Foundation unterstellt, die zum japanischen Außenministerium gehört. Das Institut hat eine den gesamten deutschsprachigen Raum umfassende Aufgabe zur Vermittlung der japanischen Kultur. Die beiden anderen europäischen Institute sind in Rom und Paris. 
Es bildet zusammen mit dem Museum für Ostasiatische Kunst am Aachener Weiher ein Gebäudeensemble. Die Architektur wurde aufeinander abgestimmt. Das zweistöckige Gebäude ragt von Stützen getragen über das Erdgeschoss vor. Es beherbergt Konferenz- und Vortragsräume sowie Einrichtungen zur Sprachvermittlung und eine Bibliothek. Eine Besonderheit war bis 1989 ein Japanzimmer, das dem Besucher etwas von der Atmosphäre Japans vermitteln sollte.

## Aktivitäten

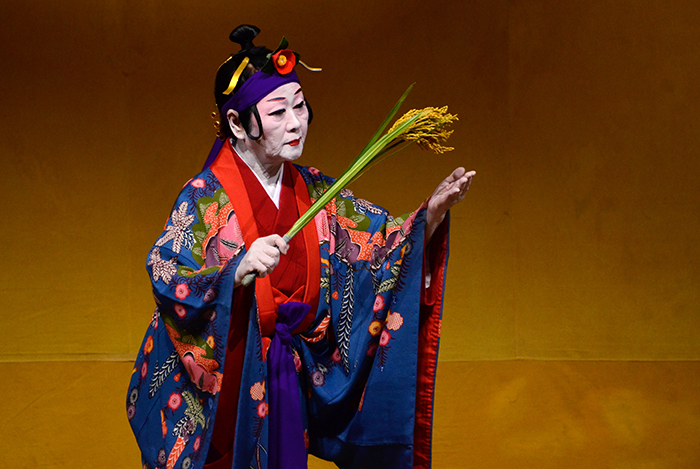
Bühnenkünste im japanischen Kulturinstitut

Es gibt regelmäßig Ausstellungen sowohl zeitgenössischer als auch traditioneller japanischer Kunst zu sehen. Das Kulturinstitut veranstaltet auch Konzerte sowie Bühnenvorführungen mit Japanbezug. Dabei bemüht es sich, das gesamte Spektrum von den traditionellen bis zu den zeitgenössischen Formen der Musik- und Theaterszene in Japan beispielhaft zu berücksichtigen. Aufgrund des in jüngster Zeit weltweiten Interesses an der japanischen Jugendkultur werden dabei vermehrt auch Projekte aus dem aktuellen Pop-, Rock- und Jazz-Bereich berücksichtigt.

### Lesungen und Vorträge
Das Kulturinstitut bemüht sich mit Lesungen darum, klassische wie neuere Werke der japanischen Literatur und Dichtung sowie Schriftsteller aus Japan vorzustellen. Aktuelle Themen aus den Bereichen der Geistes- und Gesellschaftswissenschaften, vor allem solche, die gemeinsame Probleme in Japan und Deutschland aufgreifen, werden in Form von Vorträgen, Podiumsdiskussionen und Symposien behandelt, und es werden Sprachkurse angeboten.

### Filmabende
Ein wichtiger Bestandteil des Veranstaltungsprogramms sind die Filmabende, die in der Regel dreimal wöchentlich stattfinden und Meisterwerke des japanischen Kinos vorstellen. Dabei werden Retrospektiven von berühmten japanischen Regisseuren, aber auch Filmreihen zu herausragenden Themen der japanischen Filmgeschichte gezeigt. Seit vielen Jahren arbeitet das Kulturinstitut mit Filmmuseen und kommunalen Veranstaltern im gesamten Bundesgebiet zusammen, die als Mitveranstalter diese Filmreihen in ihren Spielstätten präsentieren.

## Bibliothek
Die Bibliothek enthält Informationsmaterial, Nachschlagewerke, Periodika und audiovisuelle Materialien über wissenschaftliche, gesellschaftliche und künstlerische Themen aus Japan oder mit Japanbezug und kann kostenlos genutzt werden. Die Sprachen der Materialien sind Japanisch, Deutsch oder Englisch.

## Leitung
Die Leitung des Hauses haben traditionell im deutsch-japanischen Kulturaustausch erfahrene Personen inne. Seit April 2023 ist Harufumi Murata der Direktor des Hauses.